# Battesimo di Cristo (Tintoretto Scuola Grande di San Rocco)
Il Battesimo di Cristo è un dipinto del pittore veneziano Tintoretto realizzato intorno al 1578-1581 e conservato nella Scuola Grande di San Rocco a Venezia.

## Descrizione e stile

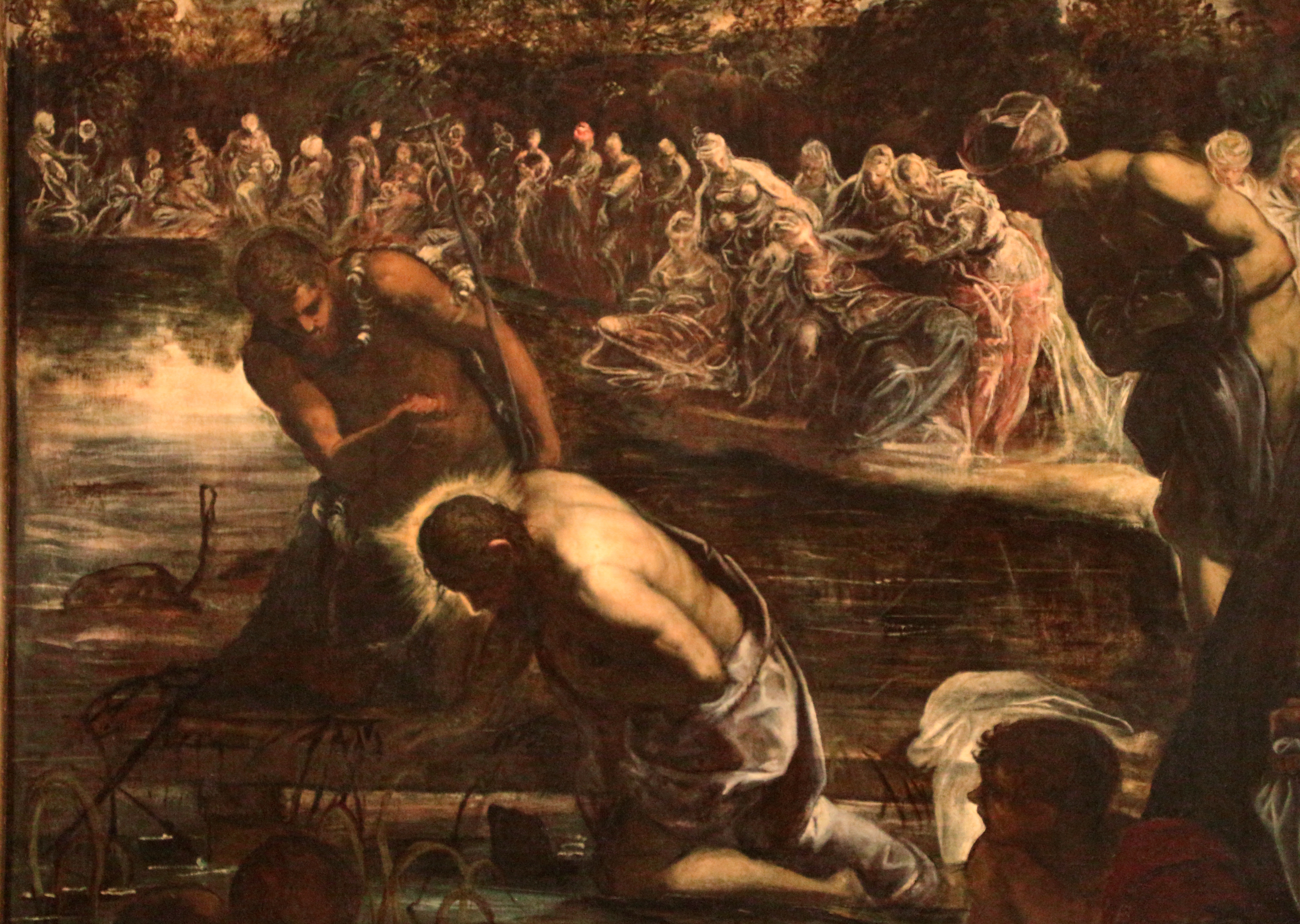
Giovanni Battista battezza Gesù Cristo, dettaglio.

Il dipinto ha come soggetto il racconto evangelico del battesimo di Gesù. Tintoretto ha dipinto altre opere del medesimo tema. 
La scena si svolge nel fiume Giordano ove i protagonisti sono immersi. Si vede Gesù inginocchiato a ricevere il battesimo. È raffigurato con dei raggi lucenti che partono dall'alto, dalla colomba, evidenziando il riconoscimento dal Padre come proprio Figlio colpendo la schiena e attorno alla testa, ma non il viso.
Veste con un panno bianco che lo copre circa dal fondo schiena. Giovanni Battista, raffigurato in ombra e con la croce posata al braccio sinistro, è impegnato a versare l'acqua sul capo di Gesù. 
Alla destra del dipinto si vede una parete rocciosa con delle persone che osservano la scena. 
Lungo la riva del fiume si nota la presenza di una moltitudine di genti venute a farsi battezzare dal Battista. Dietro a queste genti troviamo una vegetazione boscosa e il cielo è avvolto da nuvole lasciando in mezzo a queste dei raggi lucenti.

## Critici d'arte
Secondo Coletti, nel 1940, così analizza: